# 小行星152559
小行星152559（152559 Bodelschwingh）是一颗绕太阳运转的小行星，为主小行星带小行星。该小行星于1990年10月19日发现。
該小行星以德國神學家老弗里德里希·馮·博德爾施溫命名。

## 轨道参数
小行星152559的轨道半长轴为417 854 058 km，2.7931421 UA，离心率为0.291。